# Scaphidysderina cajamarca
Espèce
Scaphidysderina cajamarca est une espèce d'araignées aranéomorphes de la famille des Oonopidae.

## Distribution
Cette espèce est endémique de la région de Cajamarca au Pérou,. Elle se rencontre dans le sanctuaire national Tabaconas-Namballe (es).

## Description
Le mâle holotype mesure 1,72 mm.

## Étymologie
Cette espèce est nommée en référence au lieu de sa découverte, la région de Cajamarca.

## Publication originale
- Platnick & Dupérré, 2011 : The Andean goblin spiders of the new genus Scaphidysderina (Araneae, Oonopidae), with notes on Dysderina. American Museum Novitates, no 3712, p. 1-51 (texte intégral).